# Fußball-Club St. Pauli von 1910 2005-2006
Questa voce raccoglie le informazioni riguardanti il Fußball-Club St. Pauli von 1910 nelle competizioni ufficiali della stagione 2005-2006.

## Stagione
Nella stagione 2005-2006 il St. Pauli, allenato da Andreas Bergmann, concluse il campionato di Regionalliga nord al 6º posto. In Coppa di Germania il St. Pauli fu eliminato in semifinale dal Bayern Monaco.

## Rosa
| N. |                         | Ruolo | Calciatore            |
| -- | ----------------------- | ----- | --------------------- |
| 1  | Germania (bandiera)     | P     | Achim Hollerieth      |
| 2  | Germania (bandiera)     | D     | Florian Lechner       |
| 3  | Stati Uniti (bandiera)  | D     | Ian Joy               |
| 4  | Germania (bandiera)     | D     | Fabio Morena          |
| 5  | Germania (bandiera)     | C     | Hauke Brückner        |
| 6  | RD del Congo (bandiera) | C     | Michél Mazingu-Dinzey |
| 7  | Germania (bandiera)     | C     | Dennis Tornieporth    |
| 8  | Georgia (bandiera)      | A     | Khvicha Shubitidze    |
| 9  | Polonia (bandiera)      | A     | Sebastian Wojcik      |
| 10 | Germania (bandiera)     | C     | Thomas Meggle         |
| 11 | Germania (bandiera)     | A     | Jens Scharping        |
| 12 | Germania (bandiera)     | C     | Timo Schultz          |
| 13 | Germania (bandiera)     | D     | Michael Hempen        |
| 14 | Germania (bandiera)     | D     | Marcel Eger           |
| 15 | Canada (bandiera)       | C     | Johnny Sulentic       |

| N. |                     | Ruolo | Calciatore            |
| -- | ------------------- | ----- | --------------------- |
| 16 | Germania (bandiera) | C     | Heiko Ansorge         |
| 17 | Germania (bandiera) | C     | Fabian Boll           |
| 18 | Germania (bandiera) | C     | Mathias Hinzmann      |
| 20 | Germania (bandiera) | P     | Frank Dröge           |
| 22 | Germania (bandiera) | A     | Felix Luz             |
| 23 | Germania (bandiera) | C     | Benjamin Adrion       |
| 24 | Brasile (bandiera)  | D     | Nascimento            |
| 25 | Germania (bandiera) | D     | Jan-Philipp Kalla     |
| 26 | Germania (bandiera) | D     | Ralph Gunesch         |
| 27 | Albania (bandiera)  | A     | Jeton Arifi           |
| 28 | Germania (bandiera) | C     | Łukasz Sosnowski      |
| 29 | Nigeria (bandiera)  | A     | Femi Smith            |
| 31 | Germania (bandiera) | P     | Benedikt Pliquett     |
| 33 | Croazia (bandiera)  | D     | Robert Palikuca       |
| 34 | Ghana (bandiera)    | D     | Ofosuhene Oduro-Opuni |

## Organigramma societario
Area tecnica
- Allenatore: Andreas Bergmann
- Allenatore in seconda: André Trulsen
- Preparatore dei portieri: Klaus-Peter Nemet
- Preparatori atletici:
- Analisi video:

## Calciomercato

### Sessione estiva
| Acquisti | Acquisti           | Acquisti            | Acquisti |
| R.       | Nome               | da                  | Modalità |
| -------- | ------------------ | ------------------- | -------- |
| D        | Ian Joy            | Amburgo II          |          |
| A        | Felix Luz          | Stoccarda II        |          |
| C        | Thomas Meggle      | Hansa Rostock       |          |
| D        | Nascimento         | Rot-Weiss Essen     |          |
| C        | Timo Schultz       | Holstein Kiel       |          |
| A        | Khvicha Shubitidze | Erzgebirge Aue      |          |
| C        | Johnny Sulentic    | Vancouver Whitecaps |          |
| C        | Dennis Tornieporth | Holstein Kiel       |          |

| Cessioni | Cessioni        | Cessioni         | Cessioni |
| R.       | Nome            | a                | Modalità |
| -------- | --------------- | ---------------- | -------- |
| A        | Yusuf Akbel     | Sivasspor        |          |
| A        | Festus Agu      | Enugu Rangers    |          |
| C        | Mourad Bounoua  | Brinkumer SV     |          |
| C        | Andreas Mayer   | SV Wilhelmshaven |          |
| C        | Marinko Miletic | Gütersloh        |          |
| C        | Marc Nielsen    | Holstein Kiel    |          |
| A        | Rocky Siberie   | Maribor          |          |
| C        | Ifet Taljević   | Wil              |          |
| A        | Cosmin Uilacan  | Bonner           |          |

### Sessione invernale
| Acquisti | Acquisti       | Acquisti             | Acquisti |
| R.       | Nome           | da                   | Modalità |
| -------- | -------------- | -------------------- | -------- |
| A        | Jens Scharping | Alemannia Aquisgrana |          |

| Cessioni | Cessioni | Cessioni | Cessioni |
| R.       | Nome     | a        | Modalità |
| -------- | -------- | -------- | -------- |

## Risultati

### Regionalliga

#### Girone di andata
| Arbitro: | Stachowiak |

|  |           |                |
|  | Marcatori | 77’ Shubitidze |

| Arbitro: | Rafati |

|         |           |  |
| Luz 67’ | Marcatori |  |

| Arbitro: | Seemann |

|  |           |                                            |
|  | Marcatori | 5’ Meggle 43’ Wojcik 56’ Eger 75’ Sulentic |

| Arbitro: | Frank |

|             |           |             |
| Schultz 10’ | Marcatori | 44’ Bärwolf |

| Arbitro: | Lupp |

|                               |           |  |
| Podszus 18’ Heeren 69’ (rig.) | Marcatori |  |

| Arbitro: | Otte |

|                             |           |             |
| Wojcik 2’, 89’ Sulentic 28’ | Marcatori | 65’ Schwarz |

| Arbitro: | Kuhl |

|               |           |         |
| Heinzmann 89’ | Marcatori | 83’ Luz |

| Arbitro: | Kunsleben |

|        |           |  |
| Luz 2’ | Marcatori |  |

| Berlino 17 settembre 2005, ore 14:00 CEST 9ª giornata | Hertha Berlino II | 0 – 0 referto | St. Pauli | Stadion auf dem Wurfplatz (2 440 spett.)\| Arbitro: \| Wenkel \| |
| Arbitro:                                              | Wenkel            |               |           |                                                                  |

| Arbitro: | Bornhöft |

|            |           |  |
| Meggle 88’ | Marcatori |  |

| Chemnitz 24 settembre 2005, ore 14:00 CEST 11ª giornata | Chemnitz       | 0 – 0 referto | St. Pauli | Stadion an der Gellertstraße (3 310 spett.)\| Arbitro: \| Schempershauwe \| |
| Arbitro:                                                | Schempershauwe |               |           |                                                                             |

| Arbitro: | Frank |

|            |           |                 |
| Wojcik 79’ | Marcatori | 45’, 50’ Hähnge |

| Arbitro: | Kinhöfer |

|                                     |           |            |
| Molata 6’, 9’ Coiner 30’ Rohwer 32’ | Marcatori | 47’ Meggle |

| Arbitro: | Brych |

|                       |           |            |
| Boll 17’ Brückner 39’ | Marcatori | 37’ Enochs |

| Arbitro: | Pflaum |

|  |           |                    |
|  | Marcatori | 20’ Mazingu-Dinzey |

| Arbitro: | Wack |

|                                     |           |  |
| Mazingu-Dinzey 46’ Boll 57’ Luz 89’ | Marcatori |  |

| Arbitro: | Welz |

|             |           |                             |
| Chitsulo 3’ | Marcatori | 6’ Arifi 37’ Mazingu-Dinzey |

| 19 novembre 2005 18ª giornata |  | – turno di riposo |  |  |

#### Girone di ritorno
| Arbitro: | Sippel |

|  |           |                                                 |
|  | Marcatori | 8’, 26’ Mazingu-Dinzey 80’ Schultz 83’ Palikuca |

| Arbitro: | Rafati |

|                                                    |           |                      |
| Luz 18’ Mazingu-Dinzey 39’, 73’ Banecki 68’ (aut.) | Marcatori | 48’ Polenz 64’ Peitz |

| Arbitro: | Perl |

|                                |           |                    |
| Hebestreit 2’ David 20’ (rig.) | Marcatori | 87’ Mazingu-Dinzey |

| Arbitro: | Bornhöft |

|                                                |           |                             |
| Luz 35’ Schultz 46’ Meggle 79’ (rig.) Boll 89’ | Marcatori | 41’ Cannizzaro 64’ Neunaber |

| Arbitro: | Schößling |

|                      |           |                   |
| Doğan 31’ Möckel 85’ | Marcatori | 5’ Mazingu-Dinzey |

| Arbitro: | Henschel |

|            |           |              |
| Meggle 47’ | Marcatori | 62’ Feinbier |

| Oberhausen 25 febbraio 2006, ore 14:00 CET 25ª giornata | RW Oberhausen | 0 – 0 referto | St. Pauli | Niederrheinstadion (3 818 spett.)\| Arbitro: \| Kuhl \| |
| Arbitro:                                                | Kuhl          |               |           |                                                         |

| Amburgo 28 marzo 2006, ore 19:30 CEST 26ª giornata | St. Pauli      | 0 – 0 referto | Wuppertal | Millerntor-Stadion (16 606 spett.)\| Arbitro: \| Schempershauwe \| |
| Arbitro:                                           | Schempershauwe |               |           |                                                                    |

| Arbitro: | Otte |

|                      |           |            |
| Röttger 75’ Köse 76’ | Marcatori | 16’ Meggle |

| Arbitro: | Dingert |

|            |           |           |
| Morena 54’ | Marcatori | 24’ Čović |

| Arbitro: | Seemann |

|                   |           |                             |
| Tammen 28’ (rig.) | Marcatori | 52’ Boll 81’ Mazingu-Dinzey |

| Arbitro: | Perl |

|                                       |           |                               |
| Shubitidze 54’ Meggle 57’, 70’ (rig.) | Marcatori | 15’ Rolleder 71’ (rig.) Görke |

| Arbitro: | Rafati |

|            |           |  |
| Hähnge 60’ | Marcatori |  |

| Arbitro: | Gagelmann |

|                          |           |                     |
| Meggle 45’ Scharping 80’ | Marcatori | 15’ Niedrig 83’ Boy |

| Arbitro: | Schmidt |

|                              |           |  |
| Reichenberger 39’ Heider 63’ | Marcatori |  |

| Arbitro: | Winkmann |

|                       |           |            |
| Scharping 57’ Luz 70’ | Marcatori | 44’ Kushev |

| Arbitro: | Weiner |

|                        |           |  |
| Wehlage 18’ Bilgin 29’ | Marcatori |  |

| Arbitro: | Joerend |

|                             |           |              |
| Luz 42’ Shubitidze 58’, 89’ | Marcatori | 69’ Nickenig |

| Arbitro: | Willenborg |

|                   |           |               |
| Meggle 60’ (rig.) | Marcatori | 88’ Kučuković |

### Coppa di Germania
| Arbitro: | Rafati |

|                                     |           |                     |
| Wojcik 10’ Tornieporth 77’ Luz 113’ | Marcatori | 79’ Paul 81’ Krejci |

| Arbitro: | Kempter |

|                                                      |           |  |
| Mazingu-Dinzey 6’ Luz 39’ Lechner 56’ Shubitidze 77’ | Marcatori |  |

| Arbitro: | Kircher |

|                                                       |           |                                       |
| Mazingu-Dinzey 45’ Luz 86’ Lechner 104’ Palikuca 109’ | Marcatori | 8’ Pantelić 40’ Gilberto 100’ Paraíba |

| Arbitro: | Brych |

|                                         |           |            |
| Mazingu-Dinzey 10’ Boll 59’ Schultz 65’ | Marcatori | 27’ Micoud |

| Arbitro: | Kircher |

|  |           |                                 |
|  | Marcatori | 15’ Hargreaves 84’, 88’ Pizarro |

## Statistiche

### Statistiche di squadra
| Competizione      | Punti | In casa | In casa | In casa | In casa | In casa | In casa | In trasferta | In trasferta | In trasferta | In trasferta | In trasferta | In trasferta | Totale | Totale | Totale | Totale | Totale | Totale | DR  |
| Competizione      | Punti | G       | V       | N       | P       | Gf      | Gs      | G            | V            | N            | P            | Gf           | Gs           | G      | V      | N      | P      | Gf     | Gs     | DR  |
| ----------------- | ----- | ------- | ------- | ------- | ------- | ------- | ------- | ------------ | ------------ | ------------ | ------------ | ------------ | ------------ | ------ | ------ | ------ | ------ | ------ | ------ | --- |
| Regionalliga nord | 61    | 18      | 11      | 6       | 1       | 34      | 18      | 18           | 6            | 4            | 8            | 19           | 20           | 36     | 17     | 10     | 9      | 53     | 38     | +15 |
| Coppa di Germania | -     | 5       | 4       | 0       | 1       | 14      | 9       | 0            | 0            | 0            | 0            | 0            | 0            | 5      | 4      | 0      | 1      | 14     | 9      | +5  |
| Totale            | 61    | 23      | 15      | 6       | 2       | 48      | 27      | 18           | 6            | 4            | 8            | 19           | 20           | 41     | 21     | 10     | 10     | 67     | 47     | +20 |

### Andamento in campionato
| Giornata  | 1 | 2 | 3 | 4 | 5 | 6 | 7 | 8 | 9 | 10 | 11 | 12 | 13 | 14 | 15 | 16 | 17 | 18 | 19 | 20 | 21 | 22 | 23 | 24 | 25 | 26 | 27 | 28 | 29 | 30 | 31 | 32 | 33 | 34 | 35 | 36 | 37 | 38 |
| --------- | - | - | - | - | - | - | - | - | - | -- | -- | -- | -- | -- | -- | -- | -- | -- | -- | -- | -- | -- | -- | -- | -- | -- | -- | -- | -- | -- | -- | -- | -- | -- | -- | -- | -- | -- |
| Luogo     | T | C | T | C | T | C | T | C | T | C  | T  | C  | T  | C  | T  | C  | T  |    | T  | C  | T  | C  | T  | C  | T  | C  | T  | C  | T  | C  | T  | C  | T  | C  | T  | C  |    | C  |
| Risultato | V | V | V | N | P | V | N | V | N | V  | N  | P  | P  | V  | V  | V  | V  |    | V  | V  | P  | V  | P  | N  | N  | N  | P  | N  | V  | V  | P  | N  | P  | V  | P  | V  |    | N  |
| Posizione | 7 | 3 | 2 | 2 | 5 | 4 | 3 | 2 | 4 | 4  | 3  | 4  | 6  | 5  | 5  | 4  | 3  | 4  | 3  | 3  | 3  | 3  | 4  | 5  | 5  | 5  | 5  | 5  | 5  | 5  | 5  | 5  | 5  | 5  | 5  | 5  | 5  | 6  |

Legenda:

Luogo: C = Casa; T = Trasferta. Risultato: V = Vittoria; N = Pareggio; P = Sconfitta.

### Statistiche dei giocatori
| Giocatore         | Regionalliga nord | Regionalliga nord | Regionalliga nord | Regionalliga nord | Coppa di Germania | Coppa di Germania | Coppa di Germania | Coppa di Germania | Totale   | Totale | Totale      | Totale     |
| Giocatore         | Presenze          | Reti              | Ammonizioni       | Espulsioni        | Presenze          | Reti              | Ammonizioni       | Espulsioni        | Presenze | Reti   | Ammonizioni | Espulsioni |
| ----------------- | ----------------- | ----------------- | ----------------- | ----------------- | ----------------- | ----------------- | ----------------- | ----------------- | -------- | ------ | ----------- | ---------- |
| B. Adrion         | 12                | 0                 | 0                 | 1                 | 1                 | 0                 | 0                 | 0                 | 13       | 0      | 0           | 1          |
| H. Ansorge        | 7                 | 0                 | 1                 | 0                 | 1                 | 0                 | 0                 | 0                 | 8        | 0      | 1           | 0          |
| J. Arifi          | 24                | 1                 | 5                 | 0                 | 3                 | 0                 | 0                 | 0                 | 27       | 1      | 5           | 0          |
| F. Boll           | 31                | 4                 | 3                 | 0                 | 5                 | 1                 | 1                 | 0                 | 36       | 5      | 4           | 0          |
| H. Brückner       | 17                | 1                 | 3                 | 1                 | 5                 | 0                 | 1                 | 0                 | 22       | 1      | 4           | 1          |
| F. Dröge          | 0                 | 0                 | 0                 | 0                 | 0                 | 0                 | 0                 | 0                 | 0        | 0      | 0           | 0          |
| M. Eger           | 12                | 1                 | 1                 | 1                 | 1                 | 0                 | 0                 | 0                 | 13       | 1      | 1           | 1          |
| R. Gunesch        | 30                | 0                 | 4                 | 0                 | 5                 | 0                 | 0                 | 0                 | 35       | 0      | 4           | 0          |
| M. Hempen         | 0                 | 0                 | 0                 | 0                 | 0                 | 0                 | 0                 | 0                 | 0        | 0      | 0           | 0          |
| M. Hinzmann       | 0                 | 0                 | 0                 | 0                 | 0                 | 0                 | 0                 | 0                 | 0        | 0      | 0           | 0          |
| A. Hollerieth     | 30                | 0                 | 2                 | 0                 | 5                 | 0                 | 0                 | 0                 | 35       | 0      | 2           | 0          |
| I. Joy            | 21                | 0                 | 11                | 0                 | 3                 | 0                 | 0                 | 0                 | 24       | 0      | 11          | 0          |
| J. Kalla          | 1                 | 0                 | 0                 | 0                 | 0                 | 0                 | 0                 | 0                 | 1        | 0      | 0           | 0          |
| F. Lechner        | 22                | 0                 | 5                 | 0                 | 4                 | 2                 | 2                 | 0                 | 26       | 2      | 7           | 0          |
| F. Luz            | 36                | 8                 | 4                 | 0                 | 5                 | 3                 | 0                 | 0                 | 41       | 11     | 4           | 0          |
| M. Mazingu-Dinzey | 26                | 10                | 1                 | 0                 | 4                 | 3                 | 0                 | 0                 | 30       | 13     | 1           | 0          |
| T. Meggle         | 21                | 10                | 8                 | 0                 | 2                 | 0                 | 1                 | 0                 | 23       | 10     | 9           | 0          |
| F. Morena         | 33                | 1                 | 6                 | 0                 | 4                 | 0                 | 0                 | 1                 | 37       | 1      | 6           | 1          |
| N. Nascimento     | 1                 | 0                 | 0                 | 0                 | 0                 | 0                 | 0                 | 0                 | 1        | 0      | 0           | 0          |
| O. Oduro-Opuni    | 2                 | 0                 | 0                 | 0                 | 0                 | 0                 | 0                 | 0                 | 2        | 0      | 0           | 0          |
| R. Palikuca       | 25                | 1                 | 4                 | 0                 | 5                 | 1                 | 0                 | 0                 | 30       | 2      | 4           | 0          |
| B. Pliquett       | 7                 | 0                 | 0                 | 0                 | 0                 | 0                 | 0                 | 0                 | 7        | 0      | 0           | 0          |
| J. Rose           | 1                 | 0                 | 0                 | 0                 | 0                 | 0                 | 0                 | 0                 | 1        | 0      | 0           | 0          |
| J. Scharping      | 10                | 2                 | 0                 | 0                 | 2                 | 0                 | 0                 | 0                 | 12       | 2      | 0           | 0          |
| T. Schultz        | 30                | 3                 | 12                | 0                 | 5                 | 1                 | 3                 | 0                 | 35       | 4      | 15          | 0          |
| K. Shubitidze     | 32                | 4                 | 1                 | 0                 | 3                 | 1                 | 0                 | 0                 | 35       | 5      | 1           | 0          |
| F. Smith          | 1                 | 0                 | 0                 | 0                 | 0                 | 0                 | 0                 | 0                 | 1        | 0      | 0           | 0          |
| Ł. Sosnowski      | 1                 | 0                 | 0                 | 0                 | 0                 | 0                 | 0                 | 0                 | 1        | 0      | 0           | 0          |
| J. Sulentic       | 24                | 2                 | 2                 | 1                 | 3                 | 0                 | 0                 | 0                 | 27       | 2      | 2           | 1          |
| D. Tornieporth    | 18                | 0                 | 2                 | 0                 | 1                 | 1                 | 0                 | 0                 | 19       | 1      | 2           | 0          |
| S. Wojcik         | 24                | 4                 | 0                 | 0                 | 3                 | 1                 | 0                 | 0                 | 27       | 5      | 0           | 0          |